# Impresiones de un viaje a la China
Impresiones de un viaje a la China es un libro escrito por el viajero, escritor y diplomático Adolfo de Mentaberry c. 1870. Tiene 270 páginas y una dedicatoria a Manuel Silvela y de Le Vielleuze
El libro narra el paso por el  Canal de Suez, Ceilán, Singapur, Saigón,  Hong Kong y Pekín.

## Temática
En este libro se muestra la belleza de la China imperial pues como el mismo autor menciona "Ciudades como Hong-Kong son calcadas a las ciudades típicas británicas, y no es eso lo que me interesa ver, quiero ver la auténtica china, la china tradicional".

## Autor
Tras este libro se le pierde la pista como diplomático, y se dedica a plenamente a la escritura, publicando en 1873 Viaje a Oriente de Madrid a Constantinopla y tras esto, los últimos registros que quedan de él son un complicado trámite de divorcio con su mujer Isabel Centurión y su muerte en octubre de 1887, en la miseria, olvidado por su familia.